# مصاص دماء
مصاص الدماء أو النزَّافة هو شخصية أسطورية، ذُكرت في التراث الشعبي الفولكلوري، وتتغذى على جوهر الحياة. عادة ما تكون على هيئة الميت ولها أنياب، وتطلق صوت فحيح. هي من الكائنات غير الميتة. وفي الحكايات الشعبية، غالبًا ما يزور مصاصو الدماء الخالدون أحباءهم، ويجلبون الأذى والموت إلى حيث كانوا يقطنون عندما كانوا على قيد الحياة (قبل أن يتحولوا لمصاصي دماء).
وكانوا يرتدون الأكفان، وكثيرًا ما يتم وصفهم بأنهم متضخمون، أو مظهرهم يميل إلى الحُمرة، التي تختلف بشكل ملحوظ عن مصاص الدماء اليوم، والذي يتلخص شكله في الهزيل، والشاحب، الذي يرجع تاريخه إلى أوائل القرن التاسع عشر.
 وعلى الرغم من وجود سجلات لكائن مصاص الدماء في عدة ثقافات وحضارات في أنحاء مختلفة من العالم قديمًا، لم يشع مصطلح مصاص دماء إلا في أوائل القرن الثامن عشر، بعد انتشار خرافات عن مصاصي الدماء في أوروبا الغربية من المناطق التي تكررت فيها أساطير عن مصاصي الدماء، مثل البلقان، وأوروبا الشرقية،  وكانت معروفة بأسماء مختلفة، مثل vrykolakas في اليونان، وstrigoi في رومانيا. وقد أدت هذه الزيادة في مستوى الخرافات عن مصاصي الدماء في أوروبا إلى ما يطلق عليه الهستيريا الجماعية، وفي بعض الأحيان أدت إلى موت الكثيرين، الذين خاطروا بالواقع، وتم اتهام بعض الناس بأنهم مصاصو دماء.
وفي العصر الحديث، على الرغم من اعتبار مصاصي الدماء بوجه عام مجرد كيان وهمي، لا يزال الاعتقاد بوجود مخلوقات مصاصة للدماء مماثلة فعلى سبيل المثال تشوباكابرا لا تزال قائمة في بعض الثقافات. ويعزى الاعتقاد الفولكلوري في وقت مبكر عن مصاصي الدماء إلى الجهل في عملية تحلل الجسم بعد الوفاة، وكيفية محاولة الناس في المجتمعات ما قبل الصناعية لترشيد ذلك، وقد قاموا بابتكار شخصية مصاص الدماء؛ لشرح أسرار الموت. وارتبطت البرفيريا أيضًا بالأساطير عن مص الدماء في عام 1985م، وحصلت على الكثير من الظهور الإعلامي، ولكن منذ ذلك الحين فقدت مصداقيتها إلى حد كبير.
وقد تمت ولادة شخصية مصاص الدماء، الساحرة للجماهير (الكاريزمية)، ومتطورة في الخيال الحديث في عام 1819 م مع نشر قصة مصاص الدماء لمؤلفها جون بوليدوري. وكانت القصة ناجحة إلى أقصى حد، ويمكن القول إن ذلك العمل لمصاصي الدماء كان الأكثر تأثيرًا في أوائل القرن التاسع عشر. ومع ذلك، فإن رواية دراكولا (1897م) لمؤلفها برام ستوكر لا يزال يتذكرها الناس باعتبارها رواية مثالية عن مصاصي الدماء، وقد قدمت الأساس لأسطورة مصاص الدماء الحديثة. وقد ولد من رحم نجاح هذا الكتاب مصاص الدماء من نوع فريد، وما زال يتمتع بشعبية هائلة في القرن الحادي والعشرين مقدمة كتب، وأفلام، وبرامج تلفزيونية. وأصبح مصاص الدماء منذ ذلك الحين شخصية مهيمنة في أفلام الرعب.
ويتغذى مصاصو الدماء على الدماء، وهناك أنواع من الدماء منها الدماء النقية، وهي عبارة عن دماء مصاص دماء أبواه مصاصان للدماء، أو دماء غير نقية، وتكون من إنسان، أو من مصاص دماء أحد أبويه مصاص دماء، أو قد عُض من قبل مصاص دماء، وهذه المعلومات مشتقة من الحكايات التراثية والشعبية.

## الأصل
ويعزي قاموس أكسفورد الإنجليزي إلى أن أول ظهور للكلمة الإنجليزية (مصاص دماء:vampire) في اللغة الإنجليزية إلى عام 1734م، في الرحلة بعنوان سفر ثلاث سادة إنجليز نشرت في منوعات هارلين (بالإنجليزية The Harleian Miscellany) في عام 1745. وعلى سبيل المثال، ظهرت قديماً في إعادة قص القضية الشهيرة لأرنولد بول، وبيتر بلاجوفيتش في صربيا، حيث تصف مجلة لندن في 11 مارس 1732 م مصاصي الدماء في المجر (في الواقع شمال صربيا تحت الحكم النمساوي المباشر) باعتبارهم مصاصي دماء الأحياء.
وقد تم بالفعل مناقشة موضوع مصاصي الدماء في الأدب الفرنسي،  والألماني. وبعد أن نالت النمسا السيطرة على شمال صربيا، وأولتينيا في معاهدة بساروفجا في عام 1718م، أشار مسؤولون عن بعض الممارسات المحلية من نبش الجثث، و«قتل مصاصي الدماء». وقد تلقت هذه التقارير، التي تم إعدادها ما بين 1725 و 1732، دعاية واسعة النطاق.
وقد تم اشتقاق هذا المصطلح الإنجليزي (ربما من مصاص الدماء بالفرنسية) من مصاص الدماء الألمانية Vampir، بدورها مشتقة في أوائل القرن الثامن عشر من المصطلح الصربي вампир/vampir, вампир / vampir، عندما تم وصف أرنولد بول مصاص الدماء المزعوم في صربيا خلال الوقت، الذي كان شمال صربيا جزءًا من الإمبراطورية النمساوية.
ويتشابه الشكل الصربي للكلمة مع كل اللغات السلافية تقريباً: البلغارية، والمقدونية (vampir) (вампир)، البوسنية: lampir، الكرواتية vampir، والتشيكية، والسلوفاكية upír، والبولندية wąpierz، و (ربما بتأثير السلافية الشرقية) upiór، والأوكرانية упырь (upyr)، والروسية упырь (upyr')، البيلاروسية упыр (upyr)، من السلافية الشرقية القديمة упирь (upir'). (لاحظ أن العديد من هذه اللغات قد اقترضت أشكالًا مثل "vampir / wampir" في وقت لاحق من الغرب، وهذه الميزة جعلتها تختلف عن الكلمات المحلية الأصلية لذلك المخلوق)، فتأثيلها الدقيق غير واضح. ومن بين أشكال السلافية القديمة المقترحة هي ǫpyrь * و * ǫpirь. وهناك نظرية أقل انتشاراً هو أن اللغات السلافية فقد اقترضت الكلمة من مصطلح تركي ل «ساحرة» (على سبيل المثال، التتار ubyr).
ويقترح اللغوي التشيكي فاتسلاف ماشيك الفعل السلوفاكي "vrepiť sa" (يوخز، ويطعن)، أو الجناس الناقص المفترض من "vperiť sa" (باللغة التشيكية، الفعل، الذي عفا عليه الزمن "vpeřit" يعني «يطعن بعنف») بوصفها خلفية اشتقاقية، وبالتالي تترجم "upír" بأنه «يطعن، ويلدغ».
وتم ذكر الاستخدام المبكر للكلمة الروسية القديمة في أطروحة مضادة للوثنية في «كلمة القديس غريغوري» (الروسية Слово святого Григория)، التي تؤرخ بطرق مختلفة ما بين القرنين الحادي عشر، والثالث عشر، حيث يتم ذكر عبادة وثنية. upyri.

## المعتقدات الشعبية التراثية
للمزيد من الاستطلاع: List of vampires in folklore and mythology
قد ظهرت فكرة مصاص الدماء منذ آلاف السنين. وامتلكتها ثقافات، مثل: بلاد ما بين النهرين، و العبرانيين، والإغريق، و الرومان حكايات عن الشياطين، والأرواح، التي تعتبر بوادر لمصاصي الدماء المستحدثين. وعلى الرغم من تواجد مخلوقات تشبه مصاصي الدماء في هذه الحضارات القديمة، ينبثق الفولكلور لهذا الكيان، الذي نعرفه اليوم بمصاص الدماء، بشكل حصري تقريباً في أوائل القرن الثامن عشر في جنوب شرق أوروبا،  عندما تم تسجيل التقاليد الشفهية للعديد من المجموعات العرقية لتلك المنطقة، ونشرها. وفي معظم الأحيان، مصاصي الدماء هم عودة للموتى من الكائنات الشريرة، وضحايا الانتحار، أو السحرة، ولكنها يمكن خلقها بروح الحاقدة لديها جسد (جثة)، أو يقوم مصاصو الدماء بمص دماء بعضهم. وأصبح الاعتقاد في مثل هذه الأساطير سائداً، لدرجة أنه في بعض المناطق تصاب بهستيريا جماعية، وحتى الإعدام العلني لأناس ظنوا أنهم مصاصو دماء.

### الصفات والسمات المشتركة
فمن الصعب إيجاد وصف وحيد، وفاصِل لمصاص دماء الفولكلوري، على الرغم من وجود عدة عناصر مشتركة للكثير من الأساطير الأوروبية. وعادة ما يتم ذكر مصاصو الدماء بالمتضخمين في المظهر، الذي يكون مائلًا إلى الحمرة، والأرجوانية، أو الداكن اللون. وتنسب غالبًا هذه الخصائص إلى الشرب مؤخرًا من الدم. وفي الواقع، غالبا ما كان ينظر إلى الدم، الذي يتسرب من الفم، والأنف، عندما ننظر إلى أحد منهم، بينما يكون في كفنه، أو تابوته، وعينه اليسرى مفتوحة في كثير من الأحيان. وسوف يرتدون الكفن من الكتان، الذي دفن فيه، وربما تنمو إلى حد ما أنيابها، وشعرها، وأظافرها، وإن لم تكن الأنياب العامة ميزة، تفصلها عن غيرها.

### اختراع مصاصي الدماء
كانت أسباب اختراع مصاصي الدماء كثيرة ومتنوعة في الفولكلور الأصلي. ففي التقاليد السلافية والصينية، أي جثة قفز عليها حيوان، وخاصة الكلب، أو القط يخشى البعض أن تصبح أحد الكائنات غير الميتة. ويكون الجسم الذي به جرح ولم يتم التعامل معه بالماء المغلي أيضًا عرضةً للخطر. وفي الفولكلور الروسي، قيل أنَّ مصاصي الدماء كانوا سحرةً، أو بشرًا تمردوا ضد الكنيسة الأرثوذكسية الروسية بينما كانوا على قيد الحياة.
وغالبًا ما تنشأ الممارسات الثقافية، التي تهدف إلى منع الأحباء المتوفين مؤخرًا واحدا من التحول إلى مومياء خالدة. وقد انتشر دفن الجثة رأسا على عقب على نطاق واسع، مثلما نضع الأشياء الأرضية، مثل: المحش، أو المنجل، بالقرب من قبر؛ لإرضاء أي شيطان يدخل الجسم، أو لاسترضاء الموتى؛ فلن يعودوا مرة أخرى من تابوتها. وتشبه هذه الطريقة العادة التي مارسها اليونان القدماء من وضع عملة خارون المعدنية في فم جثة؛ لدفع تلك الحصيلة؛ لعبور نهر ستيكس في العالم السفلي.
فقد قيل أن المقصود من العملة درء أي أرواح شريرة من دخول الجسم، ومن ثَم أثر ذلك لاحقًا على فولكلور مصاص دماء. واستمر هذا التقليد في الفولكلور اليوناني الحديث في قصة مصاص دماء شرير خالد في الثقافة اليونانية يدعى vrykolakas، حيث صليب من الشمع، وقطعة من الفخار مع نقش «يسوع المسيح ينتصر» تم وضعها على الجثة؛ لمنع الجسم من التحول إلى مصاص دماء. وشملت أساليب أخرى، التي تمارس عادة في أوروبا، قطع الأوتار في الركبتين أو وضع بذور الخشخاش، والدخن، أو الرمل على الأرض في مكان المقبرة، حيث يتواجد مصاص الدماء المزعوم.
وكان القصد من هذا إبقاء مصاصي الدماء مشغولًا في كل ليلة عن طريق عد الحبوب التي سقطت، مما يشير إلى ارتباط مصاصي الدماء بهوس الحساب (بالإنجليزية:arithmomania). وهناك روايات صينية مماثلة تفيد أنه إذا جاء مخلوق يشبه مصاصي الدماء مارًا على كيس منثور من الأرز، فإنه سيقوم بعد كل حبة. هذا هو الموضوع الذي تتم مواجهته في الأساطير من شبه القارة الهندية، وكذلك حكايات في أمريكا الجنوبية عن السحرة، وأنواع أخرى من الأرواح، أو الكائنات الشريرة، أو المؤذية.

### التعرف على مصاصي الدماء
وقد تم استخدام العديد من الطقوس المعقدة؛ للتعرف على مصاص دماء. وتتضمن إحدى وسائل العثور على قبر مصاص دماء قيادة صبي بكر خلال مقبرة، أو أرضية كنيسة على ظهر الفحل، ومن المفترض أن يرَفَض بكر الحصان الانْقِيَاد في المقبرة مرتابًا. ويلزم بوجه عام حصان أسود، وإن كان في ألبانيا ينبغي أن يكون أبيض اللون. وقد تم اتخاذ الثقوب التي تظهر على الأرض فوق المقبرة دليلًا على مص الدماء.
وقد تم بوجه عام وصف الجثث الذي يظن البعض إنها لمصاصي الدماء بأن لديها مظهر أكثر صحة مما كان متوقعًا، بدين، وتظهر قليلًا من علامات التحلل، أو تنعدم منه. وفي بعض الأحيان، عندما يتم فتح القبور المشتبه بها، حتى القرويون يصفون الجثة بوجود دماء جديدة من ضحية في وجهها كله. ويظهر الدليل على أن مصاصي الدماء ناشط في منطقة بعينها في وفاة الماشية، والأغنام، والأقارب، أو الجيران. ومصاصو الدماء الفولكلوريين يمكن أيضًا إثبات وجودهم من خلال الانخراط في نشاط يشبه روح شريرة ثانوية، مثل: إلقاء الحجارة على أسطح المباني، أو تحريك الأشياء المنزلية،  وإظهار كابوس للناس في نومهم.

### الحماية

#### الابتعاد عن الأرواح الشريرة
الابتعاد عن الأرواح الشريرة، والعناصر القادرة على درء الأموات شائعة في فولكلور مصاصي الدماء. والثوم هو مثال شائع،  وكذلك فرع من نبات الورد البري، ونبات الزعرور أحادي المدقة، ومن الشائع أنها تؤذي مصاصي الدماء، وفي أوروبا، يقال أن رش بذور الخردل على سطح منزلهم يمنع مصاصي الدماء من الاقتراب. ومن الوسائل الأخرى لإبعادهم هي البنود المقدسة، على سبيل المثال الصليب، والمسبحة الوردية، أو الماء المقدس. وقيل أن مصاصي الدماء غير قادرين على السير في الأرض المكرسة، مثل: الكنائس، أو المعابد، أو عبور المياه الجارية.
وإن لم يكن تقليديا باعتبارها وسيلة لمنع مصاص الدماء من الاقتراب، تم استخدام المرايا؛ لدرء مصاصي الدماء عند وضعها خارِجًا أمام عتبة الباب، أو على باب (في بعض الثقافات، لم يكن لمصاصي الدماء أي انعكاس، وأحيانًا لا تلق بظلالها، وربما بوصفها مظهرًا من مظاهر عدم امتلاك مصاصي الدماء روحًا). وقد قام باستخدام هذه السمة، وإن لم تكن عالمية (مصاص الدماء اليوناني vrykolakas\tympanios) كان قادرًا على كل من الانعكاس، والظل برام ستوكر في دراكولا، وظلت محتفظة بشعبيتها مع المؤلفين، والمخرجين التاليين له. وتؤكد بعض التقاليد أيضًا أن مصاصي الدماء لا يمكن أن يدخل منزل دون دعوة من مالكه، على الرغم من أنه عقب الدعوة الأولى، يمكنهم القدوم مجيئًا وإيابًا كما يحلو لهم. على الرغم من إيمان البعض أن مصاصي الدماء الفولكلوريين أكثر نشاطًا في الليل، فلم تعتبر بوجه عام معرضة للخطر؛ بسبب أشعة الشمس.

#### طرق التدمير

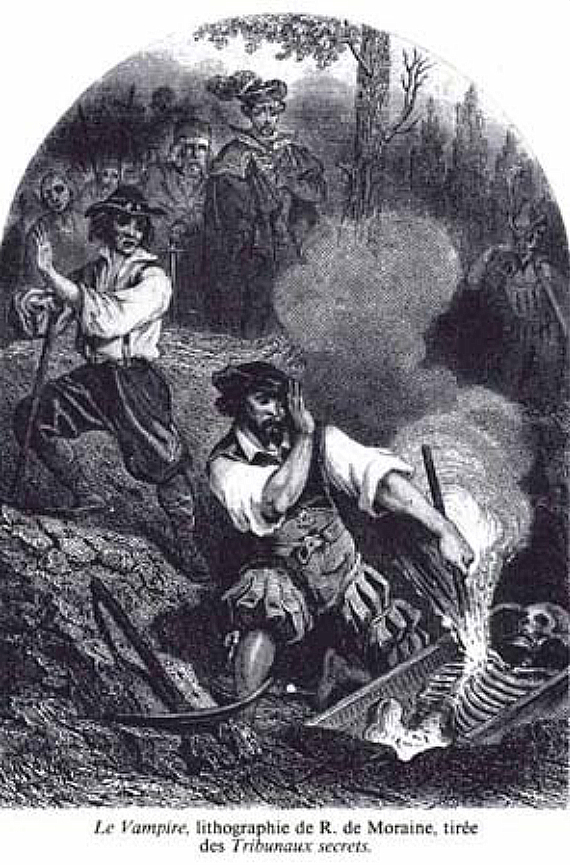
قام الفنان أر دي موراين بطَبَع "مصاص الدماء" بِطَرِيقَة الطِّبَاعَة الْحَجَرِيَّة (1864).

وقد تنوعت طرق تدمير مصاصي الدماء المزعومين، حيث كان الخازوق الأسلوب المَأثُور الأكثر شيوعًا، لا سيما في الثقافات السلافية الجنوبية. وكان المران الخشب المفضل في روسيا، ودول البلطيق،  أو الزعرور أحادي المدقة في صربيا،  مع سجل من السنديان في سيليزيا. وغالبًا ما يتم غرز الخازوق في قلب مصاصي الدماء المحتملين، على الرغم من أن الفم كان مستهدفًا في روسيا، وألمانيا الشمالية، وفي المعدة في شمال شرق صربيا.
وكان ثقب جلد الصدر وسيلة ل«التضاؤل» مصاص الدماء المتضخم. وهذا هو الفعل المماثل لعملية دفن الأدوات الحادة، مثل المناجل، مع الجثة، بحيث أنها قد تخترق الجلد، إذا انتفخ الجسم بشكل كاف، حين يتحول إلى عودة المومياء. وكان قطع الرأس الأسلوب المفضل في ألمانيا، والمناطق السلافية الغربية، مع دفن الرأس بين القدمين، خلف الإلية، أو بعيدًا عن الجسم.
وتم النظر إلى هذا العمل بوصفه وسيلة، لتسريع رحيل الروح، التي ورد في بعض الثقافات أنها تَلَبّث في الجثة. ويمكن أيضًا أن تثبت، أو تزود بمسامير ضخمة في رأس مصاص الدماء، أو جسمه، أو ملابسه وتعلق بإبْزِيم في الأرض؛ لمنع الانتصاب. ويدفع الروماني الإبر الصلبة، أو الحديدة في قلب الجثة، ويضع أجزاءً من الصلب في الفم، وعلى العينين، والأذنين، وبين الأصابع في وقت الدفن. ووضعوا أيضًا نبات الزعرور أحادي المدق في جورب الجثة، أو دفع خازوق من الزعرور في الساقين.
وفي الدفن في القرن السادس عشر بالقرب من البندقية، قد تم تفسير وضع لبنة بالإجبار في فم جثة الإناث بوصفها طقوس قتل مصاصي الدماء، التي حددها علماء الآثار، الذين قاموا باكتشافها في 2006. وتشمل التدابير الأخرى صب الماء المغلي على القبر، أو الحرق الكامل للجسم. وفي البلقان، يمكن قتل مصاصي الدماء بواسطة إطلاق النار عليهم، أو إغراقهم، بتكرار مراسم الجنازة، عن طريق رش الماء المقدس على الجسم، أو عن طريق طرد الأرواح الشريرة. وفي رومانيا، يمكن وضع الثوم في الفم، ومؤخرًا في القرن التاسع عشر، تم اتخاذ الاحتياطات؛ لإطلاق رصاصة خلال التابوت.
وفي حالات المقاومة، يتم قطع أوصال الجسم، وتحرق تلك الأجزاء، وتخلط مع الماء، ويتم وهبها لأفراد الأسرة بوصفه علاجًا. وفي المناطق السكسونية في ألمانيا، يتم وضع الليمون في فم مصاصي الدماء المزعوم. وفي بلغاريا، تم اكتشاف أكثر من مائة هياكل عظمية مع الأجسام المعدنية، مثل: قطع من المحراث، جزء لا يتجزأ من الجذع.

### المعتقدات القديمة
تم العثور على حكايات كائنات خارقة تستهلك الدم، أو لحم الأحياء تقريبا في كل ثقافة في جميع أنحاء العالم لقرون عديدة. اليوم، فإننا نربط هذه الكيانات مع مصاصي الدماء، ولكن في العصور القديمة، فإن مصطلح مصاص الدماء غير موجود؛ وتم نسب شرب الدم، وأنشطة مماثلة للشياطين، أو الأرواح، الذين يأكلون لحمًا، ويشربون دمًا، حتى اعتبر الشيطان مرادفًا لمصاص دماء.

### الفولكلور الأوروبي في العصور الوسطى، وما يليها

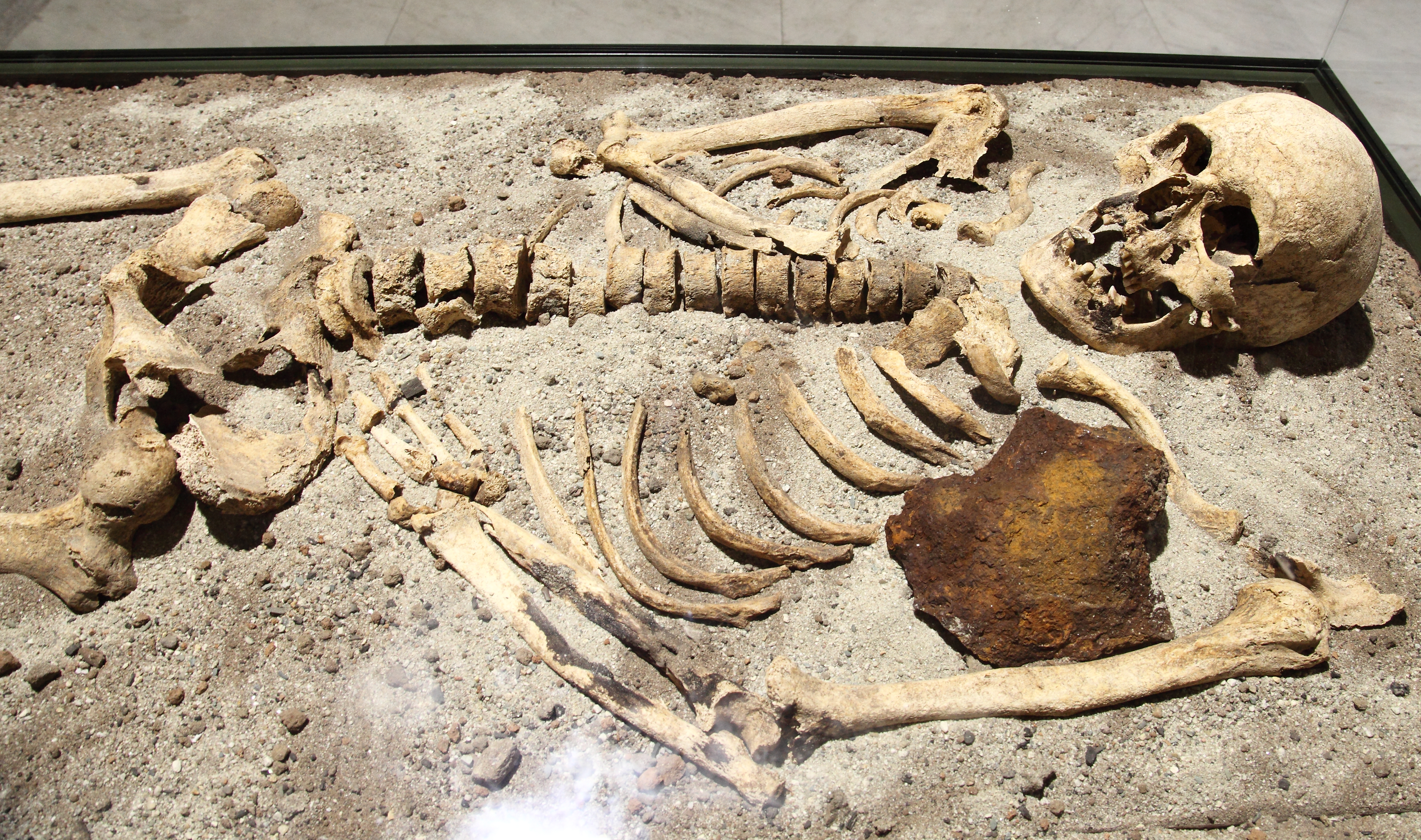
هيكل عظمي عمره 800 عام، تم العثور عليه في بلغاريا مطعون في الصدر من قضيب الحديد.

نشأت العديد من الأساطير المحيطة بمصاصي الدماء خلال فترة العصور الوسطى. وسجل المؤرخون الإنجليز في القرن الثاني عشر، والمؤرخون «والتر ماب» و «ويليام» من نيوبورج حسابات revenants،  على الرغم من السجلات في الأساطير الإنجليزية لكائنات مصاصي الدماء، عقب هذا الموعد الضئيل.

## هل هم فعلًا متواجدون

### مصاصو الدماء شخصيات حقيقية
ولكن هناك مرض له أعراض تتشابه مع ما يقوم به مصاصو الدماء، وهو مرض البورفيريا، وهذا المرض هو مرض وراثي، ولكنه نادر جدًا؛ وهو ببساطة ينتج عن خلل في عمل إنزيم الخاصة بتحويل مادة هيموجلوبين إلى مادة البورفيرين في الدم المسئولة عن نقل الأكسجين إلى مختلف أعضاء الجسم، وينتج عن ذلك الخلل في الإنزيمات نقص مادة الهيموجلوبين، وتراكم مادة البورفيرين، التي تؤدي إلى تقرحات، وتآكل في الجلد، إذا تعرض الإنسان إلى ضوء الشمس، وأيضًا تقلص في عضلات الفم، والشفاه، مما يؤدي إلى ظهور الأنياب بشكل أكبر من الطبيعي.
ومن الأعراض أيضًا الحساسية من الثوم؛ لأن الثوم يحفز إنتاج مادة الهيموجلوبين، ولذلك فإن الثوم يزيد من حدة أعراض المرض، ولذلك نرى أن مريض البورفيريا يحتاج إلى مادة الهيموجلوبين، التي يستطيع أن يحصل عليها من مص، أو شرب الدماء الطازجة؛ لتعويض هذا النقص في مادة الهيموجلوبين.

## الشائع
تحكى بعض الحكايات القديمة عن قتلهم بواسطة الصليب، والبعض يقولون أنه يمكن قتلهم بغرس وتد من الخشب في القلب. ولكن هناك حكايات أخرى تحكى عن دور الكتاب المقدس، والماء المقدس في القضاء عليهم، وأيضًا رمي الثوم عليهم. ويمكن قتلهم بسكين من الفضة بغرسها بقلبهم، كما يقال عنهم أن لديهم اتفاق، وشروط مع السحرة، وهناك نوعان منهم الطيب، الذي يشرب من دماء البشر، لكنه لا يقتله، أو يحوله، أما عن الثاني، الذي يقتله، وعندما يشربون من دماء البشر بكثرة، ينسون إنسانيتهم.

## اعتقادات خيالية عن مصاصي الدماء
جميع مصاصي الدماء شخصيات خيالية، ولهم أنياب طويلة، كما ذكر في أغلب الحكايات الفلكلورية، وتظهر عندما يمتصون الدم، ويمتلكون أظافر طويلة، ويميل لون بشرتهم إلى الأبيض الشديد؛ لانهم أموات بطبيعة الحال، ويميل لون العين إلى الحمرة، وتظهر بعض القصص الشعبية إن مصاصات الدماء مخنثات. ولا يحب بعض مصاصي الدماء الشمس، ولا يستطيع بعضهم المكوث فيها.
ويتميز مصاصو الدماء بالقدرة على التحكم بالعقول (بالإنجليزية "Mind controling")، ويتحكمون، ويتلاعبون بعقول البشر، وبإمكانهم إخضاع البشر لفعل ما يريدونه. ومصاصو الدماء بوسعهم تحويل البشر إلى مصاصي دماء مثلهم عبر عضهم في الرقبة، ثم شق رسغ مصاص الدماء، وجعل المرء يشرب دمه، بذلك يتحول إلى مصاص دماء بعد الوفاة.

## الأفلام، والتلفاز
ظهر مصاصو الدماء في عدد كبير من المسلسلات الأجنبية، والأساطير، وأفلام الرعب، سواء القديمة منها، أو الجديدة. وتعددت أدوارهم على حسب قصصهم، فمثلاً في فيلم فان هيلسنج كانوا مجموعة قليلة على وشك الانقراض، سعوا إلى زيادة نسلهم، وعندما بدأ الأمر، قرروا أن يستغلوا البشر، كما كان لهم دور في فيلم العالم السفلي (بالإنجليزية "underworld")؛ حيث أنَّ الشعب هو الذي دفع بهم إلى أن يعيشوا منطويين، ولكن يظل قوم المستذئبين متربصين لهم، ويحكي الفيلم عن معارك طويلة، وأسباب الحرب من البداية بين مصاصي الدماء، والمستذئبين. وقد ذكر نفس الأمر في الفيلم الشهير الشفق.
واشتركوا في العديد من المسلسلات الأجنبية، مثل: مسلسل بافي قاتلة مصاصي الدماء، الذي يحكي عن فتاة، تمتلك القوة؛ لحماية العالم من مصاصي الدماء. وتدخل بافي في صراعات طويلة مع مصاصي الدماء، التي لا تنتهي، ثم تجد أن الأمر يزداد تعقيداً، وفي النهاية تحارب بافي مصاصي الدماء الأصليين، وكذلك في المسلسل الأجنبي أنجل، وهو نفس مصاص الدماء، الذي ظهر في مسلسل بافي، ولكن شهرة أنجل الواسعة لم تتخط الأمر باعتباره قصة، أو مصاص دماء في الأحداث، بل اشتهر المسلسل نفسه، الذي يحكى قصة صراع مصاص الدماء؛ من أجل الخير.
كان أول ظهور لمصاصي الدماء في فيلم دراكولا، الذي يحكى عن قصة جدّ مصاصي الدماء، الذي لا يقهر أبداً. وظهر مصاصو الدماء في فيلم الشفق(بالإنجليزية "twilight")، وكان ظهورهم على شكل مصاصي دماء، يعيشون على دماء الحيوانات.

### مسلسل يوميات مصاصي الدماء
في سلسلة يوميات مصاص دماء تشابه كبير بسلسة الشفق غير أن مصاصي الدماء لا تتلألأ بشرتهم تحت الشمس، وإنما تحترق، إلا عند البعض الآخر، الذين لهم القدرة على المكوث تحت ضوء الشمس؛ بسبب تعويذات معينة.

## المعتقدات غير الأوروبية

### أفريقيا
ثمة حكايات شعبية في مناطق مختلفة من أفريقيا تتحدث عن أشخاص يمتلكون قدرات مصاصي الدماء في غرب أفريقيا، حيث يخبر الشعب الأشانتي عن مصاص الدماء الخاص بتراثهم، الذي يسمى asanbosam، ذو الأسنان الحديدية، الذي تقطن الأشجار،  والشعب الأوي the Ewe people يتحدث عن مصاص دماء يدعى adze، الذي يتخذ شكل اليراعة، ويطارد الأطفال. ومنطقة الكيب الشرقية لديها impundulu، الذي يمكن أن يأخذ شكل طائر ذو المخالب الكبيرة، ويمكنه اِسْتَدْعَاء الرعد، والبرق، وشعب Betsileo في مدغشقر يتحدث عن ramanga، مصاص دماء طريد العدالة، أوحي يرزق، يشرب الدم، ويأكل قصاصات أظافر النبلاء.

### الأمريكيتان
لو جارو Loogaroo هو مثال على إن الإيمان بمصاصي الدماء يمكن أن ينجم من مزيج من المعتقدات، وهنا خليط من فودو، أو الفودو الفرنسي، والإفريقي. وربما ينبع مصطلح Loogaroo من الفرنسي لوب غارو (بمعنى «مستذئب»)، وهو شائع في ثقافة موريشيوس. ومع ذلك، فإن قصص Loogaroo قد انتشرت على نطاق واسع عبر جزر البحر الكاريبي، وولاية لويزيانا في الولايات المتحدة. وهناك وحوش من الإناث مماثلة هي Soucouyant من ترينداد، وتوندا من باتسولا Patasola من الفولكلور الكولومبي، في حين أن المابوتشي في جنوب شيلي لديها ثعبان مصاص للدماء المعروف باسم Peuchen. ويظن البعض إن تعليق نبات صبر حقيقي عكسيًا، أو بالقرب من الباب لدرء كائنات مصاصي للدماء في خرافات أمريكا الجنوبية. ووصفت أساطير أزتيك حكايات عن Cihuateteo، والأرواح ذات الوجه عبارة عن هيكل عظمي لأولئك، الذين ماتوا أثناء الولادة، الذين سرقوا الأطفال، ودخلت حيز العلاقات المتبادلة جنسيًا، وحياتهم، مما أدى إلى الجنون.
وخلال أواخر القرنين الثامن عشر، والتاسع عشر، كان الاعتقاد بوجود مصاصي الدماء انتشر على نطاق واسع في أجزاء من إنجلترا الجديدة، وخاصة في ولاية رود آيلاند، وكونيتيكت الشرقية. وهناك العديد من الحالات الموثقة من دفن الأسُر أحبائهم، ونزع قلوبهم إيمانًا بأن المتوفى كان مصاص الدماء، الذي كان مسؤولًا عن المرض، والوفاة في العائلة، على الرغم من أن مصطلح «مصاص الدماء» لم يكن أبدًا يستعمل لوصف المتوفى. والمرض القاتل السل، أو «الاستهلاك» كما كانت يعرف في ذلك الوقت، من المعتقد إنه بسبب الزيارات الليلية من أحد أفراد الأسرة القتلى، الذين لقوا حتفهم من ذلك المرض. أكثر الحالات شهرة، التي تم رصدها مؤخرًا تشتبه فيها بمص الدماء هي ميرسي براون البالغة من العمر تسعة عشر عامًا، التي توفت في إكستر رود آيلاند في 1892. وقد قام والدها، بمساعدة من طبيب العائلة، بتحريكها من قبرها بعد شهرين من وفاتها، وقام بتقطيع قلبها إلى أجزاء، وحرقه حتي الرماد.

## أصول المعتقدات في وجود مصاص دماء
وعرض المعلقين العديد من النظريات عن أصول المعتقدات في وجود مصاص دماء، في محاولة لتفسير الخرافات - والهستيريا الجماعية أحيانًا - الناجمة عن وجود مصاصي الدماء. وقد تم الاستشهاد بكل شيء بدءًا من الدفن السابق لأوانه إلى الجهل المبكر بدورة تحلل الجسم بعد الموت هو السبب الاعتقاد في مصاصي الدماء.

### الباثولوجيا

#### التحلل
وقد وصف بول باربر في كتابه مصاصي الدماء الموت، والدفن بإن الاعتقاد في مصاصي الدماء ينتج من أبناء المجتمعات ما قبل الصناعية، بوصفها محاولة لتفسير الطبيعة، ولكن يصعب عليهم تفسير عملية الموت، والتحلل.
ويشتبه البعض أحيانًا في مص الدماء عندما لا تبدو الجثة كما ظنوا أن تبدو الجثة العادية، عند دفنها. ومع ذلك، فإن معدلات التحلل تختلف باختلاف درجة الحرارة، وتركيب التربة، ولم يعرف الإ القليل من العلامات. وقد قاد ذلك صيادين مصاصي دماء إلى أن يختموا خطأ أن جثة لم تتحلل على الإطلاق، وللمفارقات لتفسير علامات التحلل بوصفها علامات لاستمرار الحياة. وتنتفخ الجثث كالغازات نتيجة للتحلل، وتتراكم في الجذع، وزيادة الضغط الدم، إلى طنين الأنف، والفم. وهذا يتسبب إلى أن الجسم يبدو بدينًا، و«التغذية الجيدة»، و«التغييرات الضاربة للحمرة»، التي تعتبر كلها أكثر إيلامًا، إذا كان الشخص شاحب، أو رفيع الجسم في الحياة. وفي حالة أرنولد بول، حكم الجيران إن جثة امرأة عجوز، التي تم نبشها تبدو أكثر بدانة، وصحة مما كانت تبدو في أي وقت مضى في الحياة. ويعطى الدم الطَيِّبُ الرَّائِحَة انطباعا بأن الجثة قد تم انخرطت مؤخرًا في النشاط الخاص بمصاصي الدماء.
ويعزي سبب اسمرار لون الجلد أيضًا إلى التحلل. وتسنيد الجثة المتحللة، والمتورمة يمكن أن تسبب النزيف، وتجبر الغازات المتراكمة؛ للهروب من الجسم. وهذا يمكن أن ينتج عنه صوت يشبه أنين، عندما تمر الغازات عبر الأحبال الصوتية، أو تذكر صوت انتفاخ البطن، عند مرورهم خارجًا من خلال فتحة الشّرج. ويتحدث الإبلاغ الرسمي في قضية بيتار بلاجوفيتش عن «علامات برية أخرى، التي مررت بها، دليلًا على الكثير من الاحترام».
وعقب الوفاة، يفقد الجلد، واللثة السوائل، والعقد، ويتم الكشف عن جذور الشعر، والأظافر، والأسنان، وحتى الأسنان، التي تم إخفاؤها في الفك. وهذا يمكن أن يتسبب في الوهم بأن الشعر، والأظافر، والأسنان نموا. وفي مرحلة معينة، الأظافر تسقط، ويتقشر الجلد، حسبما ورد في حالة بلاجوفيتش - ويتم تفسير ظهور الأدمة، والأظافر المختبئة باسم «الأدمة الجديدة»، و«الأظافر الجديدة».

#### الدفن السابق لأوانه
و من المفترض بأن الأفراد، الذين دفنوا أحياء تأثروا بأساطير مصاصي الدماء بسبب أوجه القصور في المعرفة الطبية في ذلك الوقت. وفي بعض الأحيان أبلغ الناس عن أصوات صادرة من تابوت معين، وقد ظهرت آثار أظافر تم حفرها في وقت لاحق، التي تم اكتشافها في داخل الضحية، بوصفها محاولة للهروب. وفي حالات أخرى يقوم الشخص بضرب رؤوسهم، وأنوفهم، ووجوههم، التي تبدو إن أحد قام ب«التغذية» عليها. وهناك مشكلة في هذه النظرية هي مسألة كيف يمكن للناس دفنهم أحياء، وتمكنوا من البقاء على قيد الحياة لفترات طويلة دون طعام، أو ماء، أو هواء نقي. وهناك تفسير بديل للضوضاء هو الفقاعات الناتجة عن هروب الغازات من التحلل الطبيعي للجثة. ومن المرجح إن السبب المحتمل للخلل هو سرقة المقابر.

#### انتقال العدوى
ارتبط مص الدماء الفلكلوري مع مجموعات من الوفيات الناجمة عن الأمراض المجهولة الهوية، أو غامضة، عادة ضمن العائلة الواحدة، أو نفس المجتمع الصغير. وكان الإيماء للوباء إشارة واضحة في الحالات الكلاسيكية لبيتار بلاجوفيتش، وأرنولد بول، وحتى أكثر من ذلك في حالة ميرسي براون، وفي المعتقدات في وجود مصاصي الدماء في إنجلترا الجديدة عمومًا، حيث ارتبط مرض محدد-السل- مع تفشي مص الدماء. كما هو الحال في شكل الالتهاب الرئوي من الطاعون الدبلي، كان مرتبطًا مع انهيار النسيج الرئوي، مما يتسبب في نزف الدم من الشفتين.

#### البورفيريا
في عام 1985، اقترح عالم الكيمياء الحيوية ديفيد دولفين صلة بين الاضطراب النادر لبورفيريا الدم، وفولكلور مصاصي الدماء. مشيرا إلى أن الحالة يتم علاجها عن طريق وريد هيم، أشار إلى أن استهلاك كميات كبيرة من الدم قد يؤدي إلى هيم، يتم نقلها بطريقة ما عبر جدار المعدة، إلى مجرى الدم. وكان فقط مصاصو الدماء يعانون من البورفيريا، ويسعوا لاستبدال الهيم، وتخفيف أعراضها. وإن النظرية المرفوضة طبيًا بالاقتراحات أن الذين يعانون من البورفيريا تتوق للهيم في دم الإنسان، أوان استهلاك الدم قد يخفف من أعراض البورفيريا، تستند على سوء فهم هذا المرض.
وعلاوة على ذلك، لاحظ دولفين أن مصاصي الدماء (مص الدماء) الخيالين قد أربكته مع هؤلاء من الفولكلور، ولم يلاحظ إن كثير منهم يشربون الدم. وبالمثل، تم إجراء مقارنة بين حساسية لأشعة الشمس من الذين يعانون منه، ولكنه كان مرتبطًا بالخيالين، وليس مصاصي دماء الفولكلوريين. وفي أي حال، لم يذهب دولفين لنشر أعماله على نطاق أوسع. وعلى الرغم من رفض الخبراء لمقترحاته، نالت لفت انتباه وسائل الإعلام، ودخلت في الفولكلور الشعبي الحديث.

#### داء الكلب
وقد تم ربط داء الكلب مع مصاص دماء الفولكلوري. وقد درس الدكتور خوان غوميز ألونسو، طبيب الأمراض العصبية في مستشفى زيرال في فيغو، إسبانيا هذا الاحتمال في تقرير في علم الأعصاب. التعرض للضوء والثوم يمكن أن يكون سببًا في فرط الحساسية، وهو أحد أعراض داء الكلب. والمرض يمكن أن يؤثر أيضًا في أجزاء من المخ، التي يمكن أن تؤدي إلى اضطراب في أنماط النوم العادية (وبالتالي تصبح ليلية)، وفرط النشاط الجنسي. أسطورة قالت ذات مرة إن الرجل لم يكن مصاب بداء الكلب، إذا استطاع النظر إلى انعكاسه الخاص (إشارة إلى الأسطورة إن مصاصي الدماء ليس لها انعكاس). والذئاب، والخفافيش، التي غالبًا ما ترتبط بمصاصي الدماء، يمكن أن تكون حاملة لداء الكلب. والمرض يمكن أن يؤدي أيضًا إلى لدغة الآخرين، وإلى إزباد دموي في الفم.

## معلومات المراجع
- Barber، Paul (1988). Vampires, Burial and Death: Folklore and Reality. New York: Yale University Press. ISBN:0-300-04126-8. مؤرشف من الأصل في 2022-06-05.
- Bunson، Matthew (1993). The Vampire Encyclopedia. London: Thames & Hudson. ISBN:0-500-27748-6.
- (بالألمانية)

```
Burkhardt، Dagmar (1966). "Vampirglaube und Vampirsage auf dem Balkan". 
Beiträge zur Südosteuropa-Forschung: Anlässlich des I. Internationalen Balkanologenkongresses in Sofia 26. VIII.-1. IX. 1966
. Munich: Rudolf Trofenik. 
OCLC
:
1475919
.
```

- Cohen، Daniel (1989). Encyclopedia of Monsters: Bigfoot, Chinese Wildman, Nessie, Sea Ape, Werewolf and many more... London: Michael O'Mara Books Ltd. ISBN:0-948397-94-2.
- (بالفرنسية) Créméné، Adrien (1981). La mythologie du vampire en Roumanie. Monaco: Rocher. ISBN:2-268-00095-8.
- (بالفرنسية) Faivre، Antoine (1962). Les Vampires. Essai historique, critique et littéraire. Paris: Eric Losfeld. OCLC:6139817.
- (بالفرنسية) Féval، Paul (1851–1852). Les tribunaux secrets : ouvrage historique. Paris: E. et V. Penaud frères.
- Frayling، Christopher (1991). Vampyres, Lord Byron to Count Dracula. London: Faber. ISBN:0-571-16792-6. مؤرشف من الأصل في 2021-03-08.
- Hoyt، Olga (1984). "The Monk's Investigation". Lust for Blood: The Consuming Story of Vampires. Chelsea: Scarborough House. ISBN:0-8128-8511-2.
- (بالإيطالية) Introvigne، Massimo (1997). La stirpe di Dracula: Indagine sul vampirismo dall'antichità ai nostri giorni. Milan: Mondadori. ISBN:88-04-42735-3.
- Hurwitz، Siegmund (1992) [1980]. Gela Jacobson (trans.) (المحرر). Lilith, the First Eve: Historical and Psychological Aspects of the Dark Feminine. Einsiedeln, Switzerland: Daimon Verlag. ISBN:3-85630-522-X.
- Jennings، Lee Byron (2004) [1986]. "An Early German Vampire Tale: Wilhelm Waiblinger's 'Olura'". في Reinhard Breymayer and Hartmut Froeschle (eds.) (المحرر). In dem milden und glücklichen Schwaben und in der Neuen Welt: Beiträge zur Goethezeit. Stuttgart: Akademischer Verlag Stuttgart. ص. 295–306. ISBN:3-88099-428-5. {{استشهاد بكتاب}}: |محرر= باسم عام (مساعدة)
- Jones، Ernest (1931). "The Vampire". On the Nightmare. London: Hogarth Press and Institute of Psycho-Analysis. ISBN:0-394-54835-3. OCLC:2382718.
- Marigny، Jean (1993). Vampires: The World of the Undead. London: Thames & Hudson. ISBN:0-500-30041-0.
- McNally، Raymond T. (1983). Dracula Was a Woman. McGraw Hill. ISBN:0-07-045671-2.
- Schwartz، Howard (1988). Lilith's Cave: Jewish tales of the supernatural. San Francisco: Harper & Row. ISBN:0-06-250779-6. مؤرشف من الأصل في 2022-05-30.
- Skal، David J. (1993). The Monster Show: A Cultural History of Horror. New York: Penguin. ISBN:0-14-024002-0.
- Skal، David J. (1996). V is for Vampire. New York: Plume. ISBN:0-452-27173-8.
- Silver، Alain؛ James Ursini (1993). The Vampire Film: From Nosferatu to Bram Stoker's Dracula. New York: Limelight. ISBN:0-87910-170-9. مؤرشف من الأصل في 2022-06-03.
- Summers، Montague (2005) [1928]. Vampires and Vampirism. Mineola, NY: Dover. ISBN:0-486-43996-8. مؤرشف من الأصل في 2022-06-03. (Originally published as The Vampire: His Kith and Kin)
- Summers، Montague (1996) [1929]. The Vampire in Europe. Gramercy Books: New York. ISBN:0-517-14989-3. مؤرشف من الأصل في 2022-06-04. (also published as The Vampire in Lore and Legend, ISBN 0-486-41942-8)
- (بالصربية) Vuković، Milan T. (2004). Народни обичаји, веровања и пословице код Срба. Belgrade: Сазвежђа. ISBN:86-83699-08-0.
- Wilson، Katharina M (أكتوبر–ديسمبر 1985). "The History of the Word "Vampire"". Journal of the History of Ideas. ج. 46 ع. 4: 577–583. DOI:10.2307/2709546. ISSN:0022-5037. JSTOR:2709546.
- Wright، Dudley (1973) [1914]. The Book of Vampires. New York: Causeway Books. ISBN:0-88356-007-0. مؤرشف من الأصل في 2022-06-03. (Originally published as Vampire and Vampirism; also published as The History of Vampires)